# Magical Mystery Tour (film)
Magical Mystery Tour è un film per la televisione girato nel 1967 dai Beatles.

## Ideazione e sviluppo
Il film, privo di una trama vera e propria, racconta una serie di episodi, tra l'assurdo e il grottesco, che capitano a un gruppo di personaggi (tra cui gli stessi Ringo, John, Paul e George) nel corso di un viaggio in autobus nell'Inghilterra meridionale, il cui itinerario è sconosciuto ai passeggeri.
Si tratta del primo e unico tentativo fatto dai Beatles di girare un film in completa autonomia. I Beatles stessi figurano infatti come soggettisti, produttori e registi, oltre che ovviamente come compositori della colonna sonora.
L'obiettivo si rivelò superiore alle loro forze: nato senza una vera sceneggiatura (la mancanza di una guida da parte dello storico manager Brian Epstein, morto di overdose poche settimane prima, si faceva già sentire), il lavoro si basava su un'idea di Paul, alla quale ciascuno degli altri portò il proprio contributo sotto forma di sketch, situazioni comiche, sequenze visionarie, invenzioni psichedeliche, che nel film si alternano agli interventi musicali del gruppo.
Il legame risultò troppo esile per il film, che infatti risulta alla fine un affastellarsi di scene oniriche, videoclip, immagini e sketch slegati tra di loro.
Era in fondo la stessa idea del fortunato album Sgt. Pepper's Lonely Hearts Club Band, una raccolta di momenti diversi con un contenitore comune, ma quello che funzionava per un disco si rivelò insufficiente per un film.

## Produzione
Prodotto dalla Apple Films, una controllata della Apple Corps, il film costò circa 100.000 dollari dell'epoca. Le riprese ebbero inizio l'11 settembre 1967 e si protrassero per sei settimane. Le prime due settimane furono dedicate alle riprese del viaggio in autobus, le successive alla realizzazione delle scene aggiuntive. Tra queste, la sequenza di Blue Jay Way fu realizzata nella tenuta di Ringo a Weybridge, quella di The Fool on the Hill fu girata da Paul a Nizza, dove tra l'altro l'artista dovette affrontare una serie di inconvenienti finanziari e legali. In quell'occasione infatti, Paul si accorse di aver dimenticato il passaporto e fu trattenuto dalle autorità francesi fino a che il documento non gli fu fatto pervenire; nello stesso tempo, privo di contanti e di carte di credito, fu costretto a firmare un assegno in cambio di contanti, ma l'assegno gli venne rifiutato dall'albergo in cui alloggiava.
Il film fu proiettato in anteprima a Londra il 17 dicembre 1967 durante un party al Royal Lancaster Hotel, al quale intervennero gli stessi Beatles con le rispettive partner. Assieme a Paul McCartney era presente Jane Asher ma, ancora sconosciuta a lui, era presente anche Linda Eastman, sua futura moglie, in qualità di fotografa.

## Accoglienza

### Inghilterra
Data la sua breve durata – 55 minuti –, il film non fu destinato alla proiezione nelle sale, ma venne trasmesso direttamente in televisione. La prima volta venne messo in onda in bianco e nero dal primo canale della BBC il 26 dicembre 1967 e fu subito bocciato sia dal pubblico che dalla critica, la quale unanimemente si espresse in termini negativi. Dopo il disastroso risultato, la BBC decise di mandarne in onda una replica sul secondo canale il 5 gennaio 1968, questa volta a colori, ma il risultato fu uguale. Nella prima messa in onda, la scena sulla spiaggia che coinvolgeva Jessie Robins e Ivor Cutler , della durata di quasi due minuti, fu tagliata per ragioni sconosciute.
Per la prima volta i Beatles furono costretti a scusarsi pubblicamente per un loro lavoro. Paul McCartney, principale ideatore di Magical Mystery Tour, parlando alla stampa, dovette ammettere: «Certo non è stato un successo. Faremo meglio la prossima volta».

### Stati Uniti
Negli Stati Uniti, le reazioni negative inglesi fecero sì che il film non venisse acquistato dalle grandi reti televisive per la messa in onda, prima fra tutte la ABC TV, che aveva in programma di trasmetterlo durante il fine settimana di Pasqua del 1968. Nel maggio del 1968 il film fu proiettato in pochi, selezionati cinema statunitensi (nelle proiezioni di mezzanotte) e nei film universitari, destando gli entusiasmi di una critica non sempre condiscendente verso i prodotti esteri e che si stupì per le reazioni negative ricevute dalla pellicola in Gran Bretagna. Il rilievo inglese secondo cui il film mancava di una trama fu addebitato al fatto che in Europa non fossero ancora diffusi gli sperimentalismi del cinema underground. Solo nel 1976 fu portato in alcune sale americane da una piccola casa di distribuzione cinematografica, e nel 1980 venne finalmente trasmesso. Negli anni '90 Disney Channel ha trasmesso il film, con la scena dello strip club modificata.

### Italia
In Italia è stato raramente trasmesso in TV, se non sotto forma di brevi videoclip musicali. Venne trasmesso integralmente per la prima volta su Rai Tre il 19 agosto 1985. Il 26 settembre 2012 la pellicola, dopo un restauro e una resa ad alta definizione, è stata proiettata in una trentina di sale cinematografiche italiane.

## Impatto culturale
A seguito del clamoroso fiasco, nessuno all'epoca ritenne opportuno archiviare il negativo della pellicola, pertanto le successive uscite in VHS e in DVD sono state ricavate da controtipi di copie di scadente qualità.
Successivamente, in seguito a una rivisitazione della pellicola da parte della critica, Paul ha cambiato opinione su questo film. Magical Mystery Tour è diventato un cult movie e una testimonianza dell'epoca (vestiti, macchine, umorismo). Tra l'altro, oggi l'uso umoristico di persone nane e obese sarebbe impossibile in quanto non politicamente corretto.
Nell'ottobre del 2012 è stata pubblicata su Dvd e Blu Ray una versione restaurata del film che contiene anche il commento di Paul McCartney.

## Colonna sonora
Il film comprende i seguenti brani musicali, eseguiti dai Beatles e inclusi nell'omonimo album, che al contrario del film ebbe un grandissimo successo:
- Magical Mystery Tour
- The Fool on the Hill
- Flying
- I Am the Walrus
- Blue Jay Way
- Your Mother Should Know
- Hello Goodbye (titoli di coda)

Nella colonna sonora del film, ma non nell'album, sono compresi inoltre:
- Death Cab for Cutie (scritto da Vivian Stanshall ed eseguito dalla sua Bonzo Dog Doo-Dah Band)
- All My Loving (versione orchestrale)
- She Loves You (versione strumentale)